# Quận McCurtain, Oklahoma
Quận McCurtain là một quận trong tiểu bang Oklahoma, Hoa Kỳ. Quận lỵ đóng ở thành phố Idabel 6. Theo điều tra dân số năm 2000 của Cục điều tra dân số Hoa Kỳ, quận có dân số người 2. Năm 2007, ước tính dân số quận này là 33.151 người 2.

## Địa lý
Theo Cục điều tra dân số Hoa Kỳ, quận này có diện tích 4924 ki-lô-mét vuông, trong đó có 49 km2 là diện tích đất, km2 là diện tích mặt nước.

### Các xa lộ
- U.S. Highway 70
- U.S. Highway 259
- State Highway 3
- State Highway 37
- State Highway 98

### Các quận giáp ranh
- Quận Le Flore, Oklahoma (bắc)
- Quận Polk, Arkansas (đông bắc)
- Quận Sevier, Arkansas (đông)
- Quận Little River, Arkansas (đông nam)
- Quận Bowie, Texas (nam)
- Quận Red River, Texas (tây nam)
- Quận Choctaw, Oklahoma (tây)
- Quận Pushmataha, Oklahoma (tây bắc)